# Franco Bonanini
Franco Bonanini (*  7. November 1952 in Riomaggiore) ist ein italienischer Politiker.

## Leben
Bonanini arbeitete in Italien als Vermessungstechniker. Seit 1978 ist er Angestellter in einem Kreditinstitut. Von 1990 bis 1999 war er Bürgermeister von Riomaggiore. Seit dem 12. April 2013 gehört er als Nachrücker für Gianluca Susta dem Europäischen Parlament als Nachrücker an. Dabei war er von Anfang an fraktionsloser Abgeordneter, im Juli verließ er den Partito Democratico, seitdem ist er auch parteiloser Abgeordneter. Im Europaparlament ist er momentan Mitglied des Ausschusses für Umweltfragen, öffentliche Gesundheit und Lebensmittelsicherheit sowie der Delegation für die Beziehungen zu den Ländern Mittelamerikas.